# لارس ايفر ستراند
لارس ايفر ستراند (بالنرويجية البوكمول: Lars Iver Strand)‏ (7 مايو 1983 في النرويج - ) هو لاعب كرة قدم نرويجي في مركز الوسط. شارك مع منتخب النرويج تحت 16 سنة لكرة القدم ومنتخب النرويج تحت 17 سنة لكرة القدم ومنتخب النرويج تحت 21 سنة لكرة القدم ومنتخب النرويج لكرة القدم. أما مع النوادي، فقد لعب مع ترومسو إيدريتسلاغ ونادي ساندفيورد ونادي سترومسغودست لكرة القدم ونادي سترومسغودست ونادي فوليرينغا.

## وصلات خارجية
- لارس ايفر ستراند على موقع اتحاد النرويج (النرويجية)
- لارس ايفر ستراند على موقع قاعدة بيانات كرة القدم.إي يو (الإنجليزية)
- لارس ايفر ستراند على موقع ناشيونال فوتبول تيمز (الإنجليزية)
- لارس ايفر ستراند على موقع Soccerway.com (الإنجليزية)